# خلدون (اسم)
خلدون هو اسم علم مذكر من أصل عربي، ومعناه هو الباقي الدائم الثابت.

## شخصيات تحمل الاسم
- خلدون الشريف (1962 – )
- خلدون المالح (17 يوليو 1938 – 25 أبريل 2016)
- خلدون المبارك (رائد أعمال إماراتي، 1976 – )
- خلدون إبراهيم (لاعب كرة قدم عراقي، 16 يونيو 1987[3] – )
- خلدون إسماعيل (8 يونيو 1999 – )
- خلدون بشارة (1972 – )
- خلدون جاويد (1948 – )
- خلدون حسن النقيب
- خلدون قتلان (25 يناير 1970 – )
- خلدون ناجي معروف (1944 – )

## وصلات خارجية
- موسوعة السلطان قابوس لأسماء العرب نسخة محفوظة 5 أبريل 2019 على موقع واي باك مشين.